# Adriaen van der Donck

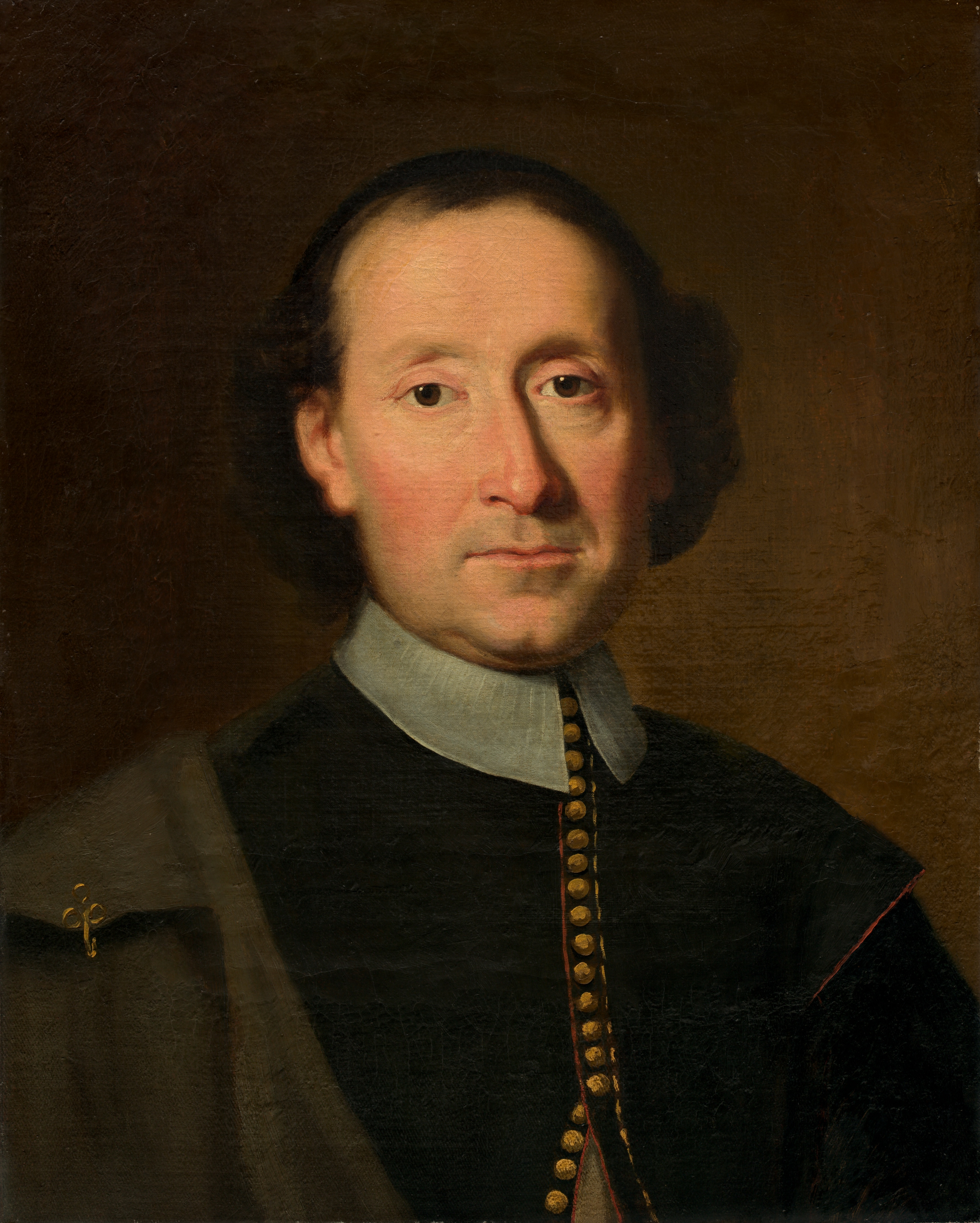
Adriaen van der Donck

Adriaen Cornelissen van der Donck (* um 1618 in Breda; † September 1655) war ein Rechtsanwalt und Grundbesitzer in Nieuw Nederland, nach dessen Standesbezeichnung auf Niederländisch Jongheer die Stadt Yonkers in New York benannt wurde. Er war nicht nur der erste Rechtsanwalt in der holländischen Kolonie, sondern auch ein Anführer im politischen Leben von Nieuw Amsterdam, dem heutigen New York City.

## Leben
Van der Donck erstellte detaillierte Berichte über das Land, notierte seine Beobachtungen der Flora und Fauna, der Flüsse, der Topographie und des Klimas. Er verwendete dieses Wissen, um die Zuwanderung zur Kolonie zu fördern und veröffentlichte umfangreiche Beschreibungen von Nieuw Nederland. Charles Gehring, Direktor des Nieuw-Nederland-Projektes, bezeichnete es als „die beste Beschreibung der Provinz, ihrer Geographie und der Indianer, die sie bewohnten.“
Van der Donck ist die zentrale Figur in Russell Shortos Buch „Insel in der Mitte der Welt“, das behauptet, begründet auf eben jenen von Gehring übersetzten Aufzeichnungen der Kolonie, dass er ein großer früher amerikanischer Patriot war, der nur wegen der englischen Eroberung der Kolonie von der Geschichte vergessen wurde.

## Jugend
Van der Donck wurde ungefähr 1618 in der Stadt Breda in den südlichen Niederlanden geboren. Seine Eltern waren Cornelis Gijsbrechtszoon van der Donck und Agatha van Bergen. Sein Großvater mütterlicherseits, der Kapitän Adriaen van Bergen, war ein nationaler Held im Freiheitskampf um Breda gegen die Spanier.
1638 begann van der Donck an der Universität Leiden ein Jura-Studium. Leiden war damals ein intellektuelles Zentrum. Dort wurde er vermutlich von einigen radikalen Denkern wie Hugo Grotius beeinflusst. Nach seinem Examen entschloss sich van der Donck 1641, in die neue Welt auszuwandern. Zu diesem Zweck heuerte er bei dem Grundbesitzer Kiliaen van Rensselaer (um 1585–1643) als schout an, einer Kombination aus Polizeichef und Strafverfolger.

## Neu Niederland

### Rensselaerwyck
1641 segelte van der Donck an Bord der Den Eykenboom (Der Eichenbaum) nach Amerika und ließ sich in Rensselaerwyck nieder. Er war sofort von dem Land beeindruckt, das, im Gegensatz zu den Niederlanden, stark bewaldet war, hügelig und voller Wildnis. Der Besitzer der Kolonie, van Rensselaer, erwartete von van der Donck hauptsächlich, dass er den Profit der Kolonie steigere. Nach van Rensselaer, war es seine Aufgabe „meinen Vorteil zu suchen und mich gegen Verlust zu schützen.“ Stattdessen ignorierte van der Donck van Rensselaers Aufträge und kümmerte sich lieber um den Aufbau der Kolonie. So organisierte er den Aufbau einer Ziegelei und errichtete Verbesserungen an Mühlen.
Während dieser Zeit erforschte van der Donck das Land und seine Einwohner, dabei vernachlässigte er seine Aufgaben als schout. Er traf Einwohner, wie Mohawks und Mohikaner, aß ihre Nahrung und erlernte ihre Sprache. Van der Donck notierte ihre Gewohnheiten, ihren Glauben, ihre Medizin, politische Struktur und Technik objektiv und ausführlich.
Durch seine Kontakte zu den Indianern entschloss sich van der Donck schließlich, selbst Land zu erwerben. Als das sein Auftraggeber van Rensselaer erfuhr, verlängerte er den Vertrag mit van der Donck 1644 nicht mehr.

### Politik

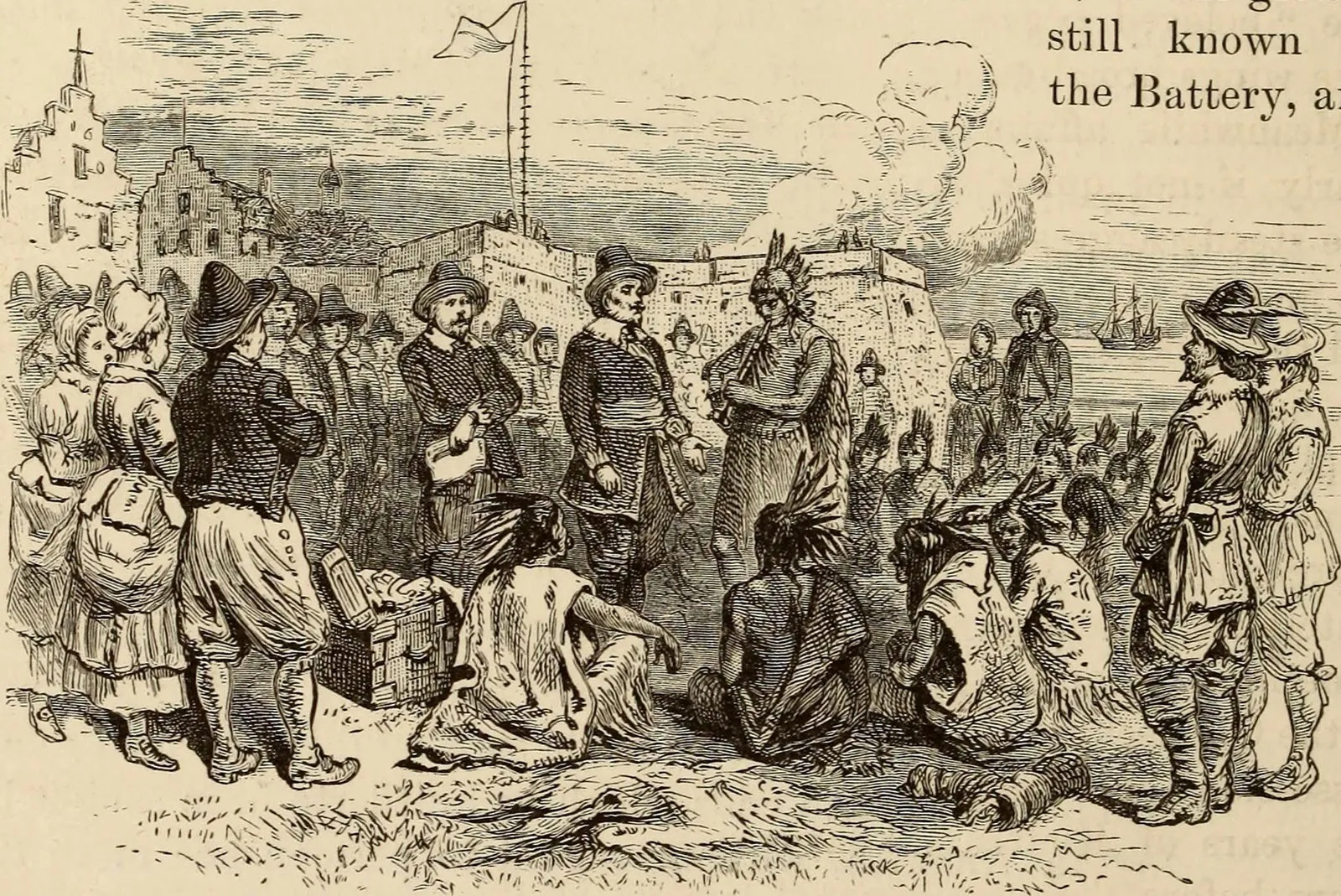
Einwohner von Nieuw Nederland und Willem Kieft rauchen die Friedenspfeife mit ansässigen Indianern (Algonquian), 1645

Nach seiner Zeit in Rensselaerwyck wohnte van der Donck in Nieuw Amsterdam, heiratete dort 1645 Mary Doughty, die Tochter des aus England über Massachusetts eingewanderten presbyterianischen Priesters Francis Doughty (1616 – um 1670) und unterstützte als Übersetzer und Vermittler den amtierenden Generaldirektor der Kolonie, Willem Kieft, bei seinen Friedensverhandlungen mit den Indianern. Dabei bewies er politisches Geschick. Kieft begab sich zu den Verhandlungen ohne die üblichen Gastgeschenke. Van der Donck hatte ihn vorher nicht über diesen wichtigen Bestandteil der Vermittlungen informiert, aber er konnte ihm spontan passende Geschenke leihen.
Als Gegenleistung bewilligte Kieft 1646 van der Donck 24.000 Morgen (97 Quadratkilometer) Land im Norden von Manhattan im Gebiet der Wechquaesgeek-Indianer. Er nannte das Gebiet Colen Donck. Es war so groß, dass Einheimische ihn Jonkheer („junger Herr“) nannten; davon leitet sich der heutige Name der Stadt Yonkers ab. Van der Donck baute in dem Gebiet am heutigen Saw Mill River einige Sägemühlen. 
Van der Donck war wesentlich an der Absetzung Kiefts durch die Westindische Kompanie 1647 beteiligt. Er gab den Briefen und Petitionen der Siedler den richtigen juristischen Schliff. Neuer Generaldirektor wurde Peter Stuyvesant.
Stuyvesant versuchte, die Kolonie mit harter Hand zu regieren. Auch durch van der Doncks Einfluss musste er jedoch 1647 einen Rat einrichten, den sogenannten Rat der Neun. Van der Doncks politische Bemühungen gingen auf, als er im Folgejahr in den Rat als Präsident der Allgemeinheit gewählt wurde.

### Rückkehr in die Niederlande

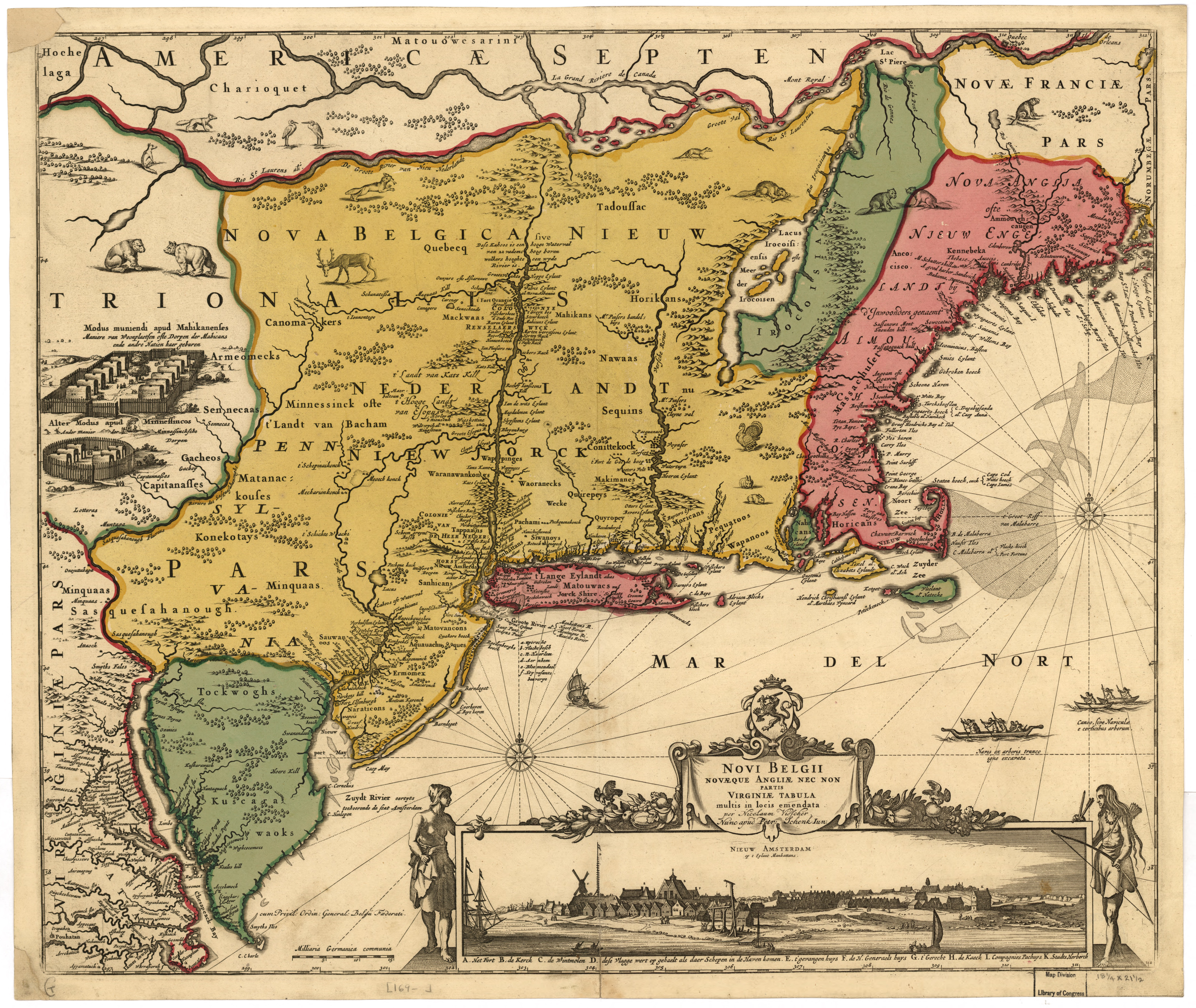
Die Jansson-Visschwer-Karte von Nordamerika um 1685

Im Oktober 1649 kehrte van der Donck zurück in die Niederlande und bemühte sich dort darum, in der amerikanischen Kolonie niederländisches Recht durchzusetzen. Er stellte den Generalstaaten ausführlich die Zustände in Nieuw Nederland dar und veröffentlichte 1650 seine Remonstranz als Flugschrift. Seine enthusiastische Beschreibung des Landes und seines Potenzials verursachte Aufregung und sorgte für einen wachsenden Strom an Auswanderern. Während dieser Zeit entstand unter Anleitung van der Doncks auch die Jansson-Visscher-Karte, die für fast 100 Jahre die genaueste Karte des nördlichen Amerikas bleiben sollte.

### Die Entscheidung der Generalstaaten
Im April 1650 erließen die Generalstaaten einen provisorischen Beschluss, der die Westindische Kompanie anwies, in Nieuw Nederland eine liberalere Form der Regierung zu schaffen, um Auswanderung anzuregen. 1652 wurde Stuyvesant abberufen, und van der Donck sollte diese Abberufung persönlich überbringen. Doch der englisch-niederländische Krieg (1652–1654) kam dazwischen, und alle Hoffnungen für Nieuw Amsterdam starben. Die Generalstaaten fürchteten sich, mit einer solchen liberalen Regierung während des Krieges zu experimentieren und widerriefen ihre Entscheidung.

## Rückkehr nach Neu Amsterdam
Um in die neue Heimat zurückzukehren, verzichtete van Der Donck auf jede politische Betätigung, wie die folgende Petition an die Direktoren der Westindischen Kompanie bestätigt:
„Der Unterzeichnende, Adriaen van der Donck, bittet demütig um die Einwilligung, an Bord eines Schiffes gehen zu dürfen, das nach Nieuw Nederland segelt; er bietet an, von dem Amt, das ihm zuvor als Präsident der Gemeinschaft bzw. als Deputierter übertragen worden ist, zurückzutreten, und verspricht, bei seiner Ankunft und Niederlassung in Nieuw Nederland kein wie auch immer geartetes Amt anzunehmen, sondern dort friedlich und ruhig als normaler Bürger zu leben und den Anordnungen und Befehlen der Kompanie oder ihrer Direktoren zu folgen“.
Dieses Versprechen schien die Direktoren zu befriedigen, und van der Donck durfte 1653 in seine neue Heimat Amerika zurückkehren.
Es gibt keine Aufzeichnung von Adriaen van der Doncks Tod, aber er war im Sommer 1655 noch am Leben, und eine Aussage durch Stuyvesant Anfang 1656 zeigt, dass er zu dieser Zeit schon tot war. Er starb vermutlich auf seinem Bauernhof während indianischer Überfälle im September 1655, während des sogenannten Pfirsich-Krieges.